# Самодрига Володимир Васильович
Самодрига Володимир Васильович (20.1.1899, Катеринослав — 18.5.1981, Дніпропетровськ) — український архітектор.
У Дніпропетровську закінчив інженерно-будівельний інститут (1929). Працював переважно у Дніпропетровську:
- будівля Дніпропетровського Облземвідділу (1935; Старокозацька вулиця, 52),
- будівля університету (1936, спільно з О. Красносельським, перебудова; Проспект Дмитра Яворницького, 36),
- школа на Соборній площі (1939; Проспект Дмитра Яворницького, 14),
- житлові будинки:
  - Будинок товариства політкаторжан (1933; вулиця Яворницького, 6),
  - житловий будинок по вулиці Івана Анкіфієва, 12.

Ним побудовані лікарня й житлові будинки в Павлограді (1936–1938) та інше.